# Giuseppe Fiorello

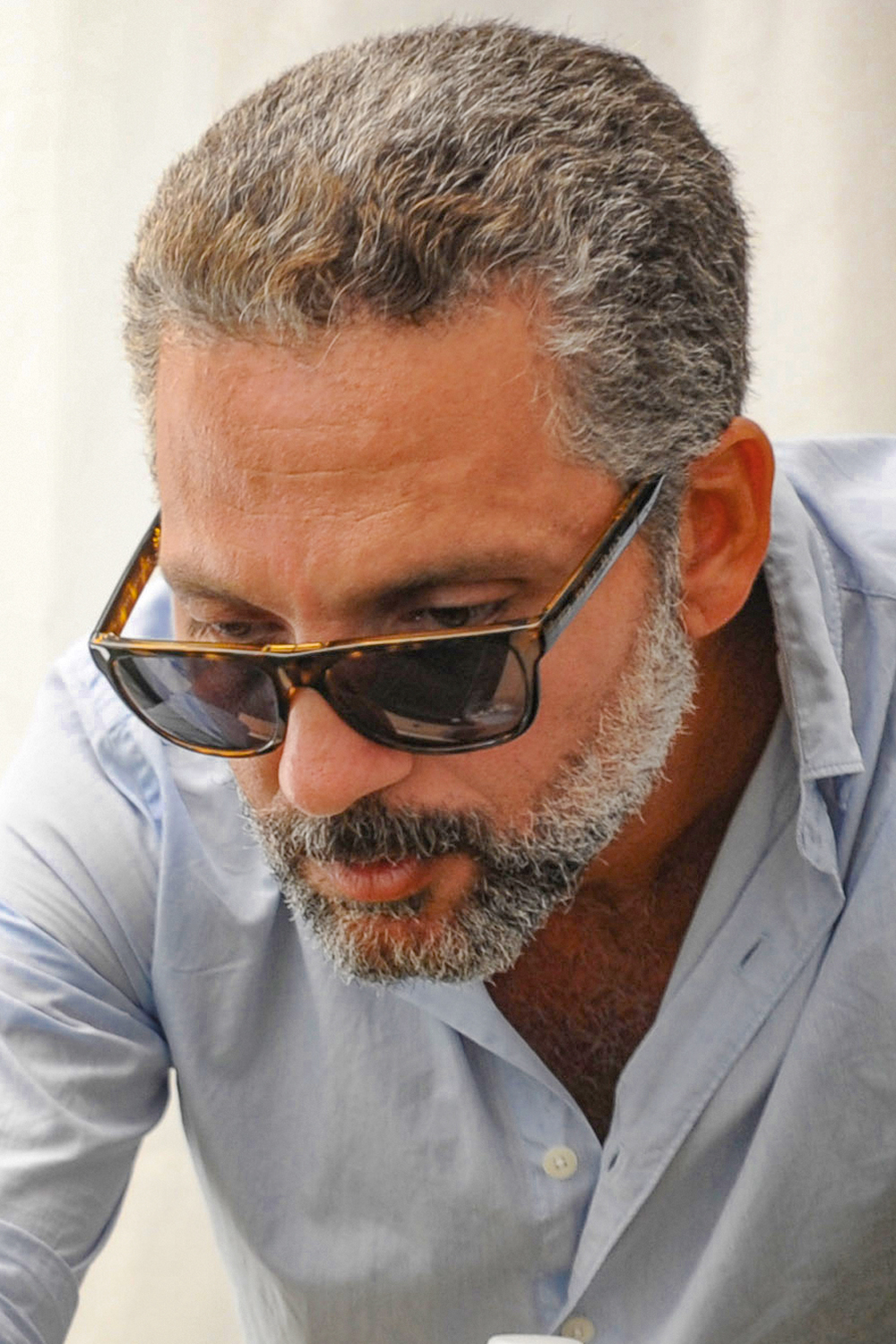
Beppe Fiorello

Giuseppe Fiorello, bekannt auch als Beppe Fiorello (* 12. März 1969 in Catania) ist ein italienischer Schauspieler. 

## Leben
Wie sein älterer Bruder, Rosario Fiorello, wuchs er in Augusta auf. Sein Berufsleben begann er als Elektriker im nahe gelegenen Badeort Brucoli, wo er nebenbei auch Theateraufführungen organisierte und in diesen auch mitwirkte. 
1994 begann er als Moderator beim privaten Radiosender Radio DeeJay, wo fünf Jahre vor ihm bereits sein Bruder seine Karriere begann. Im gleichen Jahr gab er auf dem Mediaset-Sender Italia 1 sein Fernsehdebüt und übernahm dort die zuvor von seinem Bruder moderierte Karaoke-Sendung.
Unter der Regie von Marco Risi bekam Giuseppe Fiorello 1997 in „L'ultimo capodanno“ seine erste Filmrolle und machte damit 1998 sein Kinodebüt. Sein Fernsehdebüt machte er ebenfalls 1998 mit dem zweiteiligen Film „Ultimo“. In der Folge setzte Beppe Fiorello seine Karriere als Schauspieler fort und interpretierte zahlreiche Hauptrollen in vom Staatsfernsehen RAI produzierten Fernsehfilmen, die oftmals einen biografischen oder historischen Hintergrund haben oder sich an real geschehenen Ereignissen anlehnen. Hierzu zählen unter anderem „Salvo D’Acquisto“ über den im Zweiten Weltkrieg ermordeten Unteroffizier der Carabinieri Salvo D’Acquisto, „Il Grande Torino“ in Anlehnung an die glorreichen Zeiten des FC Turin, die mit dem Flugzeugabsturz von 1949 ein abruptes Ende fanden, „Il cuore nel pozzo“ in Anlehnung an die Foibe-Massaker während und nach dem Zweiten Weltkrieg, „Giuseppe Moscati - L'amore che guarisce“ über den heiliggesprochenen Arzt Giuseppe Moscati oder „Lo scandalo della Banca Romana“ in Anlehnung an den Skandal um die Banca Romana als eine der damals sechs Notenbanken des Königreichs Italien, deren Zusammenbruch 1893 zur Gründung der Banca d’Italia als Italiens einzige Notenbank führte. Parallel dazu spielte er auch in verschiedenen Kinofilmproduktionen mit, unter anderem in einer Nebenrolle in „Der talentierte Mr. Ripley“. 2010 wurde der Film I baci mai dati veröffentlicht.
Giuseppe Fiorello lebt seit 1998 mit Eleonora Pratelli zusammen und hat mit ihr zwei 2003 und 2005 geborene Kinder. Am 16. Oktober 2010 heiratete das Paar in der Kirche Santo Stefano degli Abissini.

## Filmographie

### Kino
- 1998: L'ultimo capodanno
- 1999: Der talentierte Mr. Ripley
- 1999: I fetentoni
- 2000: C'era un cinese in coma
- 2001: Tre mogli
- 2007: Appuntamento a ora insolita
- 2008: Galantuomini
- 2009: Baarìa
- 2010: I baci mai dati
- 2011: Terraferma
- 2023: Fireworks (Stranizza d’amuri) (Regie)

### Fernsehen
- 1998: Ultimo
- 1999: Il morso del serpente
- 2001: Brancaccio
- 2002: La guerra è finita
- 2003: Salvo D'Acquisto
- 2005: L'uomo sbagliato
- 2005: Il Grande Torino
- 2005: Il bambino sull'acqua
- 2005: Il cuore nel pozzo
- 2006: Joe Petrosino
- 2006: Crimini
- 2007: Giuseppe Moscati - L'amore che guarisce
- 2008: La vita rubata
- 2008: Il bambino della domenica
- 2010: Lo scandolo della Banca Romana
- 2010: Il sorteggio
- 2010: La leggenda del bandito e del campione
- 2011: Sara sempre tuo padre